# Buslijn 1 (Leuven)
Buslijn 1 Heverlee - Leuven Station is een stadslijn in Leuven uitgebaat door De Lijn. De bus rijdt van het Leuvense station via de Maria Theresiastraat en de Andreas Vesaliusstraat naar de Naamsepoort en Heverlee Station. Vervolgens gaat de buslijn verder langs het Heilig Hartinstituut en, in tegenstelling tot buslijn 2, blijft het de Naamsesteenweg volgen tot aan De Jacht. Hier gaat het via de Huttelaan naar een villawijk aan de rand van het Heverleebos. 
Voor het grootste gedeelte rijdt deze bus over hetzelfde traject als lijn 2 tussen Leuven en Heverlee. Tot omstreeks 2005 was het traject naar Heverlee Boskant een variante van Lijn 2.
Buslijn 1 is, samen met de ringbuslijnen 600 en 601, een van de kortste lijnen in Leuven.

## Frequentie
Buslijn 1 rijdt elk half uur tijdens de spitsuren (06u30 - 10u00 en 15u30 - 18u30) van maandag tot vrijdag. Ook op zaterdag tussen 10u30 en 19u00 rijdt de bus elk half uur. Buiten de genoemde tijdsintervallen alsook op zondag gedurende de hele dag rijdt de bus 1 keer per uur.

## Geschiedenis

### 2006
Op 6 mei 2006 werd de Leuvense buslijn 2 gesplitst in Lijnen 1 en 2.
Het verschil in beide trajecten was dat Lijn 1 in Heverlee op de Naamsesteenweg doorreed tot aan De Jacht om dan langs de Huttelaan uit te komen aan een villawijk aan de rand van Heverleebos en Lijn 2 in Heverlee langs de Koning Leopold III-laan reed en zo de universitaire campussen aan de Celestijnenlaan bediende.

### 2017
Sinds januari 2017 is buslijn 1 niet langer een eigen buslijn maar een variant op lijn 2. De buslijn rijdt niet langer meer via de Bondgenotenlaan en de Naamsestraat maar rijdt via de Maria-Theresiastraat, Andreas Vesaliusstraat, Hendrik Consciencestraat binnen de ring van Leuven. Ook werd het eindpunt in Heverlee verlegd van de Boskantlaan naar Heverlee Campus, met als gevolg dat het gedeelte van Heverlee in de buurt van De Jacht en het arboretum enkel nog bereikbaar was vanaf de Naamsesteenweg met lijn 18 van TEC. Deze maatregel wordt door een aantal klanten gezien als een achteruitgang in de dienstverlening van De Lijn. De Lijn daarentegen stelde dat er niet genoeg bussen de campus bedienden en het aantal passagiers in Boskant en aan de Jacht te laag lag om daar wel diensten te blijven aanbieden.

## Route
- Dynamische kaart op Openstreetmap met mogelijkheid tot inzoomen, omgeving bekijken en export als GPX

## Externe verwijzingen
- Website De Lijn